# Katedra w Minden
Katedra w Minden (niem. Mindener Dom) – kościół rzymskokatolicki w Minden w kraju związkowym Nadrenia Północna-Westfalia w Niemczech.

## Historia
W ciągu wielu stuleci katedra rozrosła się z prostego kościoła karolińskiego do monumentalnej bazyliki. Najstarsze elementy kościoła datowane są na XI wiek, główny korpus jest zbudowany w stylu gotyckim. Podczas II wojny światowej, kościół został prawie całkowicie zniszczony przez bombardowanie lotnicze przeprowadzone przez US Army Air Force B17 w dniu 28 marca 1945 roku. Kościół został odbudowany w latach 50. XX wieku przez architekta Wernera Marcha.